# Aradus gracilicornis
Aradus gracilicornis är en insektsart som beskrevs av Carl Stål 1873. Aradus gracilicornis ingår i släktet Aradus och familjen barkskinnbaggar. Inga underarter finns listade i Catalogue of Life.